# W Draconis
W Draconis är en förmörkelsevariabel av Mira Ceti-typ  i stjärnbilden Draken.
Stjärnan varierar mellan magnitud +8,9 och 15,4 med en period av 278,6 dygn.